# Emil Nielsen
Emil Nielsen (Aarhus, Danska, 10. ožujka 1997.) danski je rukometni vratar.

## Klupska karijera
Emil Nielsen počeo je igrati rukomet s deset godina. Sa zajedničkim timom AGF-a i Viby Håndbolda postao je danski juniorski prvak. Sa 18 godina debitirao je u danskoj prvoj ligi za Århus Håndbold 2015. godine, gdje je izabran za najboljeg vratara sezone 2015./'16. Na kraju sezone obolio je od meningitisa i izbivao je nekoliko mjeseci do sezone 2016./'17. Unatoč tome, potpisao je za Skjern Håndbold 2017. i produžio mu kasnije ugovor do 2021. Sljedeće sezone Skjern se plasirao u četvrtfinale EHF Lige prvaka iznenađujućom pobjedom nad prošlogodišnjim finalistom Telekom Veszprémom iz Mađarske. Snažnu sezonu okrunio je osvajanjem danskog prvenstva 2018. 
Zahvaljujući izlaznoj klauzuli u ugovoru, 1,95 metara visoki vratar od 2019. igrao je za francuski klub HBC Nantes. U sezoni 2019./'20., koja je otkazana zbog pandemije COVID-19, Nantes je bio na drugom mjestu iza Paris Saint-Germaina. U prosincu 2021. osvojio je Coupe de la Ligue s HBC Nantesom.
Od srpnja 2022. pod ugovorom je sa španjolskim prvakom FC Barcelonom.

## Reprezentativna karijera
S juniorskom reprezentacijom Danske osvojio je 4. mjesto na Europskom rukometnom prvenstvu do 18 godina 2014. te je proglašen najboljim vratarom turnira.
Emil Nielsen debitirao je za dansku reprezentaciju 5. travnja 2018. protiv Francuske. Osvojio je zlatnu medalju na Svjetskom prvenstvu 2021. u Egiptu, ali je dobio malo minutaže uz Niklasa Landina. Kada je osvojio srebrnu medalju na Europskom prvenstvu 2024., nastupio je u svih devet utakmica i imao najbolju stopu obrana od svih vratara s 39%. Osvojio je zlatnu medalju na Olimpijskim igrama 2024. u Parizu. te zlato na Svjetskom prvenstvu 2025.